# Winthrop Paul Rockefeller

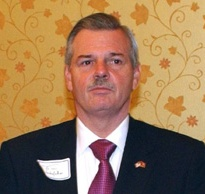
Winthrop Paul Rockefeller (2002)

Winthrop Paul „Win“ Rockefeller (* 17. September 1948 in New York City; † 16. Juli 2006 in Little Rock, Arkansas) war ein US-amerikanischer Politiker. Zwischen 1996 und 2006 war er Vizegouverneur des Bundesstaates Arkansas.

## Werdegang
Winthrop Rockefeller entstammte der bekannten Rockefeller-Familie, deren bekanntestes Mitglied Winthrops Urgroßvater John D. Rockefeller (1839–1937) war. Sein gleichnamiger Vater Winthrop Rockefeller Sr. (1912–1973) war zwischen 1967 und 1971 Gouverneur von Arkansas. Auch andere Familienmitglieder waren auf Bundesebene und in verschiedenen Bundesstaaten politisch aktiv. Den höchsten Rang erreichte sein Onkel Nelson Rockefeller, der von 1959 bis 1973 Gouverneur von New York und von 1974 bis 1977 Vizepräsident der Vereinigten Staaten war.
Rockefeller wuchs abwechselnd in den Vereinigten Staaten und in Europa auf. Er besuchte Schulen im Bundesstaat New York, in England und in der Schweiz. An der Texas Christian University studierte er unter anderem, wie man eine Ranch leitet. Später arbeitete er unter anderem auf diesem Gebiet, war aber auch in anderen Branchen wie dem Autohandel tätig. Als Mitglied der Rockefeller-Familie war er schon von Haus aus sehr reich. Im Jahr 2005 wurde sein Vermögen vom Forbes Magazine auf 1,2 Milliarden US-Dollar geschätzt. Er war damit auf Platz 283 der reichsten Erdenbürger. Sein Gehalt als Vizegouverneur in Höhe von etwa 34.600 Dollar spendete er für wohltätige Zwecke.
Politisch schloss sich Rockefeller der Republikanischen Partei an. Zwischen 1981 und 1995 arbeitete er für die Polizeibehörde des Staates Arkansas. Danach wurde er Mitglied und Vorsitzender des Beratergremiums des US-Präsidenten für ländliche Gebiete (President’s Council on Rural America). Im Jahr 1994 war er republikanischer Staatsvorsitzender in Arkansas. Nach dem Rücktritt von Gouverneur Jim Guy Tucker wurde dessen Vizegouverneur Mike Huckabee entsprechend der Staatsverfassung sein Nachfolger. Die dadurch freigewordene Stelle des Vizegouverneurs fiel nach einer Sonderwahl an Winthrop Rockefeller. Dieses Amt bekleidete er bis zu seinem Tod am 16. Juli 2006. Er starb an einer Myeloproliferativen Neoplasie.
Winthrop Rockefeller war zwei Mal verheiratet und hatte insgesamt sieben Kinder.